# Regione di Longreach
La regione di Longreach è una Local Government Area che si trova nel Queensland. Essa si estende su una superficie di 40.619,5 chilometri quadrati e ha una popolazione di 4.189 abitanti. La sede del consiglio si trova a Longreach.